# Jacklord Jacobs
Pour les articles homonymes, voir Jacobs.
Jacklord Jacobs est un boxeur nigérian né le 1er janvier 1970 à Benin City.

## Carrière
Jacklord Jacobs est médaillé d'or dans la catégorie des poids mi-lourds aux Jeux africains du Caire en 1991, s'imposant en finale face au Tanzanien Paulo Mwaselle.
Aux Jeux olympiques d'été de 1992 à Barcelone, il est éliminé au deuxième tour dans la catégorie des poids mi-lourds par l'Ukrainien Rostislav Zaoulichniy. 
Il est ensuite médaillé d'argent aux championnats du monde de Tampere en 1993 dans la catégorie des poids mi-lourds.